# Chaoyanggou
Chaoyanggou (kinesiska: 朝阳沟, 朝阳沟镇) är en köping i Kina. Den ligger i provinsen Heilongjiang, i den nordöstra delen av landet, omkring 76 kilometer väster om provinshuvudstaden Harbin. Antalet invånare är 28 996. Befolkningen består av 14 129 kvinnor och 14 867 män. Barn under 15 år utgör 14,0 %, vuxna 15-64 år 79 %, och äldre över 65 år 6,0 %.
Genomsnittlig årsnederbörd är 909 millimeter. Den regnigaste månaden är juli, med i genomsnitt 189 mm nederbörd, och den torraste är januari, med 5 mm nederbörd.